# Jeffrey Wammes
Jeffrey Wammes (Utrecht, 24 de abril de 1987) é um ginasta neerlandês, que compete em provas de ginástica artística.
Filho do neerlandês Theo, Jeffrey tem ainda raízes das Antilhas e do Suriname, ambas herança de sua mãe, Ciska. Na família, os três filhos do casal são esportistas: Jeffrey e Gabriella são ginastas e Priscilla é lutadora de karatê. Wammes commeçou na ginástica aos três anos, acompanhando sua irmã mais velha aos treinos. Aos cinco, passou também a treinar para competições infantis. Aos onze, sem condições de continuar no ginásio onde iniciou a carreira, deu continuidade na cidade de Roterdã, para a qual seguia todos os dias. Em 2000, passou às competições juniores e em 2004, começou a defendeu os Países Baixos na categoria sênior.
Entre seus maiores êxitos na carreira estão duas vitórias em etapas da Copa do Mundo, ambas no salto, além de outras duas medalhas conquistadas no mesmo tipo de competição; o terceiro lugar no concurso geral; e uma medalha de bronze no Campeonato europeu de Amsterdã, em 2007, no salto sobre a mesa.